# Gråkronad finklärka
Gråkronad finklärka (Eremopterix griseus) är en fågel i familjen lärkor inom ordningen tättingar.

## Utseende
Gråkronad finklärka är en liten (11–12 cm) och som namnet avslöjar finkliknande lärka med ovanligt för familjen väl skilda dräkter mellan könen. Hanen är grå på hjässa och nacke och brunsvart på undersidan. Honan har en relativt kraftigt, gråaktig näbb, rätt enfärgat huvud och enfärgad ovansida och mörkgrå vingundersidor. Den är troligen omöjlig att skilja från hona svartkronad finklärka.

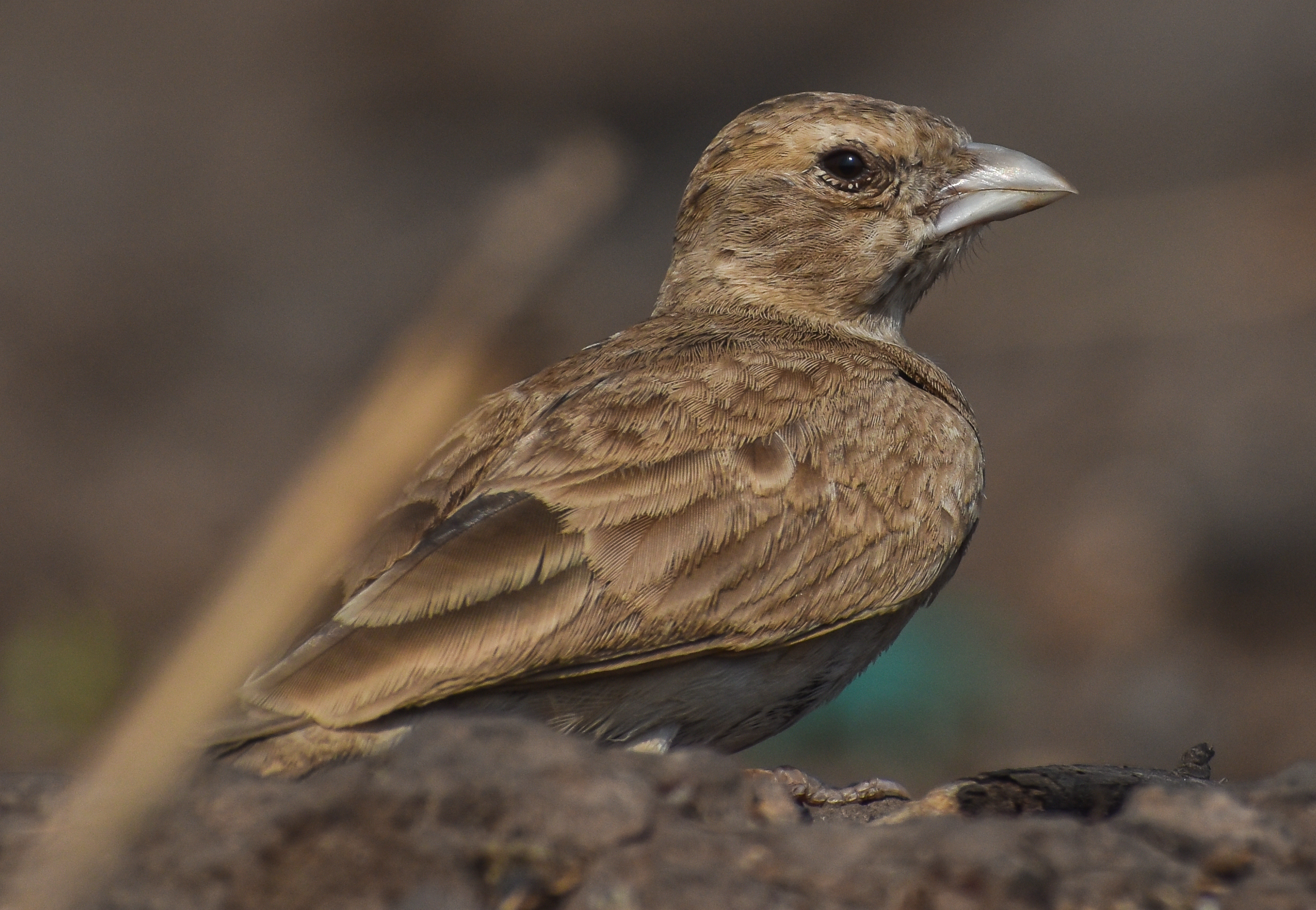
Hona gråkronad finklärka.

## Utbredning och systematik
Fågeln förekommer i gräsmarker och steniga slätter på den indiska subkontinenten. Den behandlas som monotypisk, det vill säga att den inte delas in i några underarter. Genetiska studier visar att den är nära släkt med svartkronad och brunhuvad finklärka.

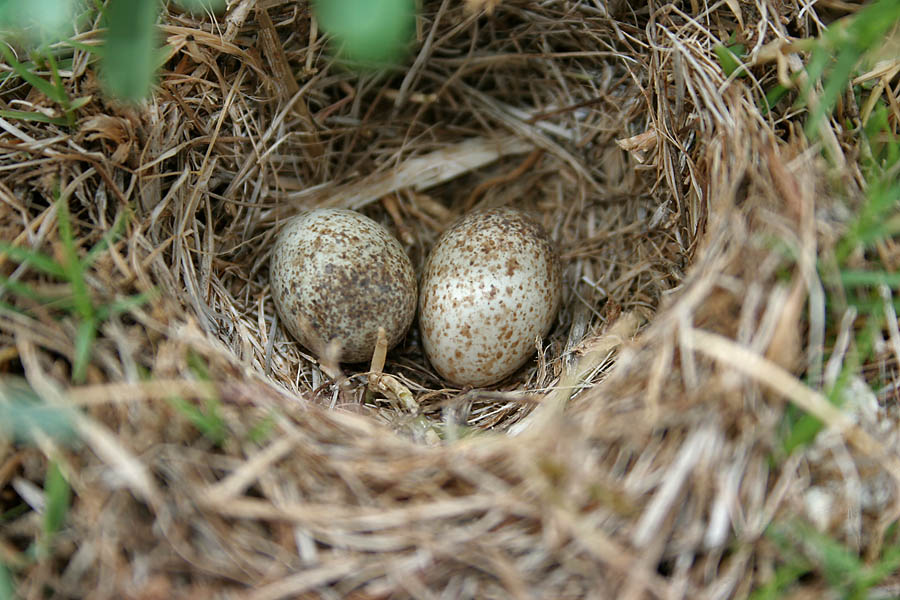
Ett bo tillhörande gråkronad finklärka.

## Status och hot
Arten har ett stort utbredningsområde och en stor population med stabil utveckling och tros inte vara utsatt för något substantiellt hot. Utifrån dessa kriterier kategoriserar internationella naturvårdsunionen IUCN arten som livskraftig (LC). Världspopulationen har inte uppskattats men den beskrivs som lokalt vanlig i Pakistan och vanlig i Indien.